# Frauenanteil im Deutschen Bundestag seit 1949
Die Tabellen in diesem Artikel enthalten die Zahlen der weiblichen Mitglieder des Deutschen Bundestages von seinem ersten Zusammentreten im Jahr 1949 bis in die Gegenwart. Der mit der Bundestagswahl 2013 gewählte 18. Deutsche Bundestag hatte einen Frauenanteil von 36,3 %, im 2017 gewählten 19. Deutschen Bundestag sank dieser auf 31 %. Die nach Fraktionen aufgegliederte Tabelle enthält nur die Parteien, die oder deren Nachfolgeorganisationen aktuell bzw. langjährig im Deutschen Bundestag vertreten sind oder waren.
Das deutsche Grundgesetz beinhaltet den staatlichen Anspruch der Hinwirkung auf die Durchsetzung der Gleichberechtigung von Männern und Frauen (Artikel 3 (2) des Deutschen Grundgesetzes und sein Zusatz von 1994). Um den Frauenanteil im Parlament zu erhöhen, sind in einigen Parteien Quotenregelungen vorhanden, in anderen Parteien aber umstritten (vergleiche auch Frauenanteile in deutschen Parteien).

## Tabelle 1: Frauenanteil des Deutschen Bundestags seit 1949 (gesamt)

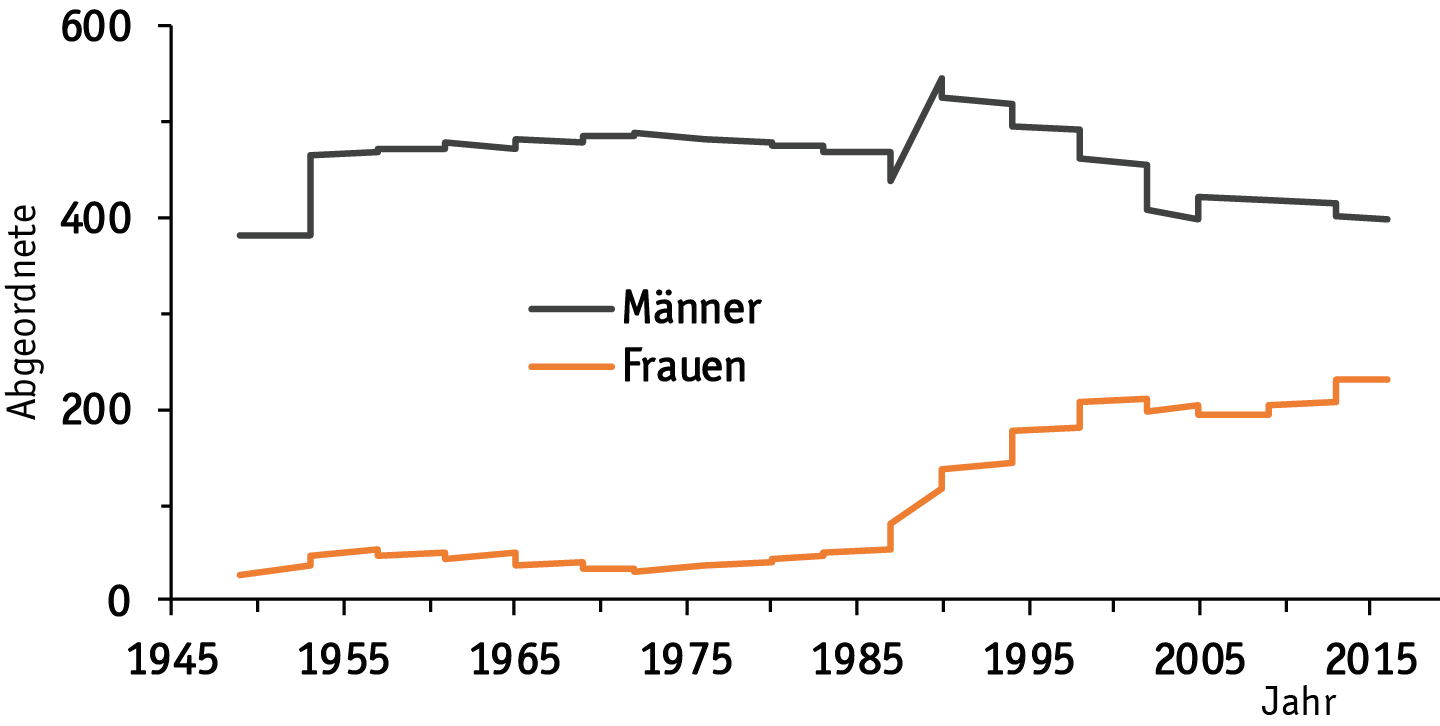
Anzahl weiblicher und männlicher Mitglieder im deutschen Bundestag zwischen 1949 und 2016; die Werte innerhalb einer Legislaturperiode sind interpoliert

Die folgende Tabelle gibt den Anteil der Frauen sowohl in Prozentsätzen (Anteil an der Zahl aller Bundestagsabgeordneten) als auch in absoluten Zahlen der weiblichen Bundestagsabgeordneten wieder. Zudem ist die jeweilige Gesamtzahl der Abgeordneten aus allen 17 Legislaturperioden aufgeführt (vergleiche auch die Statistiken zu Frauen im Bundestag). Wo verfügbar sind die Zahlen zu Beginn und zum Ende der einzelnen Wahlperiode angegeben. Die Zahlen der weiblichen Abgeordneten steigen zum Ende der jeweiligen Wahlperiode typischerweise leicht an, ohne dass eine Erklärung dieses Umstands ohne Weiteres auf der Hand liegt. Als eine mögliche Ursache kommt eine vermehrte Platzierung von Frauen auf den ungünstigeren hinteren Listenplätzen in Betracht, welche im Fall während der Wahlperiode ausgeschiedener Abgeordneter ins Parlament nachrücken.
Der Liste liegt bis einschließlich zur 14. Wahlperiode die Arbeit von Michael F. Feldkamp und Christa Sommer Parlaments- und Wahlstatistik des Deutschen Bundestages 1949–2002/03 von 2003 zugrunde; ab der 15. Wahlperiode ist die Dokumentation Deutscher Bundestag 1994 bis 2014: Parlaments- und Wahlstatistik für die 13. bis 18. Wahlperiode aus der Zeitschrift für Parlamentsfragen die Quelle:
| Wahlperiode             | Beginn der Wahlperiode | Beginn der Wahlperiode | Beginn der Wahlperiode | Ende der Wahlperiode | Ende der Wahlperiode | Ende der Wahlperiode |
| Wahlperiode             | Frauen %               | Frauen                 | Mitglieder             | Frauen %             | Frauen               | Mitglieder           |
| ----------------------- | ---------------------- | ---------------------- | ---------------------- | -------------------- | -------------------- | -------------------- |
| 1. Bundestag 1949–1953  | 6,8 %                  | 28                     | 410                    | 9,0 %                | 38                   | 420                  |
| 2. Bundestag 1953–1957  | 8,8 %                  | 45                     | 509                    | 10,0 %               | 52                   | 519                  |
| 3. Bundestag 1957–1961  | 9,2 %                  | 48                     | 519                    | 9,4 %                | 49                   | 519                  |
| 4. Bundestag 1961–1965  | 8,3 %                  | 43                     | 521                    | 9,4 %                | 49                   | 521                  |
| 5. Bundestag 1965–1969  | 6,9 %                  | 36                     | 518                    | 7,9 %                | 41                   | 518                  |
| 6. Bundestag 1969–1972  | 6,6 %                  | 34                     | 518                    | 6,2 %                | 32                   | 518                  |
| 7. Bundestag 1972–1976  | 5,8 %                  | 30                     | 518                    | 6,9 %                | 36                   | 518                  |
| 8. Bundestag 1976–1980  | 7,3 %                  | 38                     | 518                    | 7,9 %                | 41                   | 518                  |
| 9. Bundestag 1980–1983  | 8,5 %                  | 44                     | 519                    | 8,7 %                | 45                   | 519                  |
| 10. Bundestag 1983–1987 | 9,8 %                  | 51                     | 520                    | 10,0 %               | 52                   | 520                  |
| 11. Bundestag 1987–1990 | 15,4 %                 | 80                     | 519                    | 17,8 % 1             | 118 1                | 663 1                |
| 12. Bundestag 1990–1994 | 20,5 %                 | 136                    | 662                    | 21,6 %               | 143                  | 662                  |
| 13. Bundestag 1994–1998 | 26,2 %                 | 176                    | 672                    | 26,9 %               | 181                  | 672                  |
| 14. Bundestag 1998–2002 | 30,9 %                 | 207                    | 669                    | 31,7 %               | 211                  | 665                  |
| 15. Bundestag 2002–2005 | 32,5 %                 | 196                    | 603                    | 33,9 %               | 204                  | 601                  |
| 16. Bundestag 2005–2009 | 31,6 %                 | 194                    | 614                    | 31,8 %               | 194                  | 611                  |
| 17. Bundestag 2009–2013 | 32,8 %                 | 204                    | 622                    | 33,4 %               | 207                  | 620                  |
| 18. Bundestag 2013–2017 | 36,5 %                 | 230                    | 631                    | 37,3 %               | 235                  | 630                  |
| 19. Bundestag 2017–2021 | 30,7 %                 | 218                    | 709                    | 31,6 %               | 224                  | 708                  |
| 20. Bundestag 2021–2025 | 34,8 %                 | 256                    | 736                    | 35,6 %               | 261                  | 733                  |
| 21. Bundestag 2025–0000 | 32,4 %                 | 204                    | 630                    |                      |                      | 630                  |

## Tabelle 2: Frauenanteil des Deutschen Bundestags seit 1949 nach Fraktionen/Gruppen

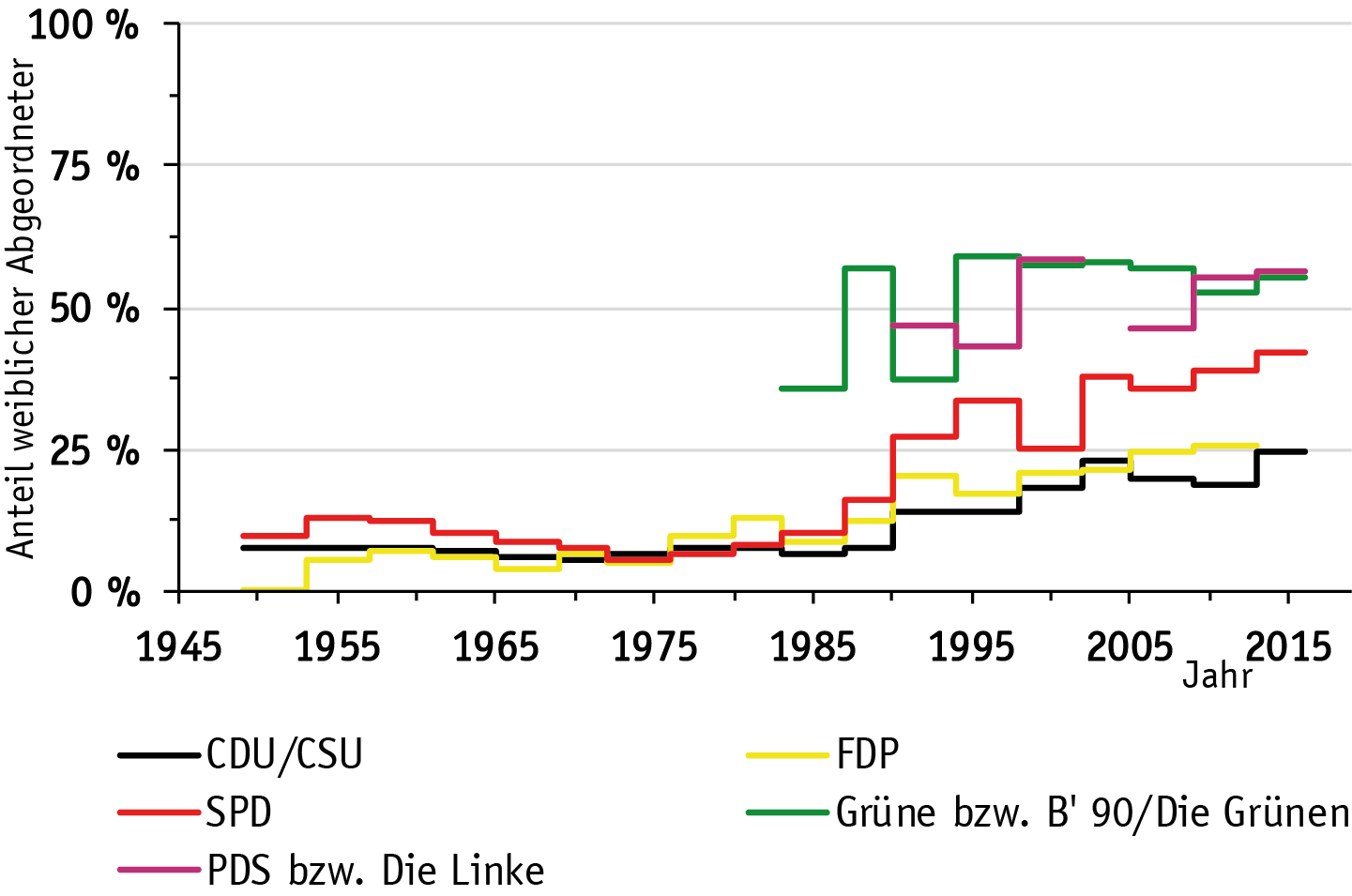
Frauenanteil im deutschen Bundestag zwischen 1949 und 2016 nach Fraktionen; Änderungen während einer Legislaturperiode sind unberücksichtigt

Wo nicht anders durch Einzelnachweise gekennzeichnet, liegt der folgenden Tabelle die Arbeit von Michael F. Feldkamp und Christa Sommer  Parlaments- und Wahlstatistik des Deutschen Bundestages 1949-2002/03 aus dem Jahr 2003 zugrunde. Grundsätzlich können die Zahlen aufgrund möglicher  Änderungen der Mandatsstruktur (Ausscheiden, Tod, Nachrücken von Abgeordneten) je nach Zeitpunkt  der Erhebung in verschiedenen Quellen variieren:
| Wahlperiode             | CDU/CSU  | CDU/CSU | FDP      | FDP  | SPD      | SPD  | Grüne, ab 12. WP B' 90/Die Grünen | Grüne, ab 12. WP B' 90/Die Grünen | PDS, ab 16. WP Die Linke | PDS, ab 16. WP Die Linke | AfD      | AfD  |
| Wahlperiode             | Frauen % | Zahl    | Frauen % | Zahl | Frauen % | Zahl | Frauen %                          | Zahl                              | Frauen %                 | Zahl                     | Frauen % | Zahl |
| ----------------------- | -------- | ------- | -------- | ---- | -------- | ---- | --------------------------------- | --------------------------------- | ------------------------ | ------------------------ | -------- | ---- |
| 1. Bundestag 1949–1953  | 7,7 %    | 11      | 0 %      | 0    | 9,6 %    | 13   | –                                 | –                                 | –                        | –                        | –        | –    |
| 2. Bundestag 1953–1957  | 7,6 %    | 19      | 5,7 %    | 3    | 13,0 %   | 21   | –                                 | –                                 | –                        | –                        | –        | –    |
| 3. Bundestag 1957–1961  | 7,9 %    | 22      | 7,0 %    | 3    | 12,2 %   | 22   | –                                 | –                                 | –                        | –                        | –        | –    |
| 4. Bundestag 1961–1965  | 7,2 %    | 18      | 6,0 %    | 4    | 10,3 %   | 21   | –                                 | –                                 | –                        | –                        | –        | –    |
| 5. Bundestag 1965–1969  | 6,0 %    | 15      | 4,0 %    | 2    | 8,8 %    | 19   | –                                 | –                                 | –                        | –                        | –        | –    |
| 6. Bundestag 1969–1972  | 5,6 %    | 14      | 6,5 %    | 2    | 7,6 %    | 18   | –                                 | –                                 | –                        | –                        | –        | –    |
| 7. Bundestag 1972–1976  | 6,4 %    | 15      | 4,8 %    | 2    | 5,4 %    | 13   | –                                 | –                                 | –                        | –                        | –        | –    |
| 8. Bundestag 1976–1980  | 7,5 %    | 19      | 10,0 %   | 4    | 6,7 %    | 15   | –                                 | –                                 | –                        | –                        | –        | –    |
| 9. Bundestag 1980–1983  | 7,6 %    | 18      | 13,0 %   | 7    | 8,3 %    | 19   | –                                 | –                                 | –                        | –                        | –        | –    |
| 10. Bundestag 1983–1987 | 6,7 %    | 17      | 8,6 %    | 3    | 10,4 %   | 21   | 35,7 %                            | 10                                | –                        | –                        | –        | –    |
| 11. Bundestag 1987–1990 | 7,7 %    | 18      | 12,5 %   | 6    | 16,1 %   | 31   | 56,8 %                            | 25                                | –                        | –                        | –        | –    |
| 12. Bundestag 1990–1994 | 13,8 %   | 44      | 20,3 %   | 16   | 27,2 %   | 65   | 37,5 %                            | 3                                 | 47,1 %                   | 8                        | –        | –    |
| 13. Bundestag 1994–1998 | 13,9 %   | 41      | 17,0 %   | 8    | 33,7 %   | 85   | 59,2 %                            | 29                                | 43,3 %                   | 13                       | –        | –    |
| 14. Bundestag 1998–2002 | 18,4 %   | 45      | 20,9 %   | 9    | 35,2 %   | 105  | 57,4 %                            | 27                                | 58,3 %                   | 21                       | –        | –    |
| 15. Bundestag 2002–2005 | 23,0 %   | 57      | 21,3 %   | 10   | 37,9 %   | 95   | 58,2 %                            | 32                                | (100 %*)                 | (2*)                     | –        | –    |
| 16. Bundestag 2005–2009 | 19,9 %   | 45      | 24,6 %   | 15   | 36,0 %   | 80   | 56,9 %                            | 29                                | 46,3 %                   | 25                       | –        | –    |
| 17. Bundestag 2009–2013 | 19,0 %   | 45      | 25,8 %   | 24   | 39,0 %   | 57   | 52,9 %                            | 36                                | 55,3 %                   | 42                       | –        | –    |
| 18. Bundestag 2013–2017 | 24,8 %   | 77      | –        | –    | 42,2 %   | 81   | 55,6 %                            | 35                                | 56,3 %                   | 36                       | –        | –    |
| 19. Bundestag 2017–2021 | 19,9 %   | 49      | 22,5 %   | 18   | 41,8 %   | 64   | 58,2 %                            | 39                                | 53,6 %                   | 37                       | 10,8 %   | 10   |
| 20. Bundestag 2021–     | 23,4 %   | 46      | 23,9 %   | 22   | 41,7 %   | 86   | 59,3 %                            | 70                                | 53,8 %                   | 21                       | 13,3 %   | 11   |
| 21. Bundestag 2025–     | 23,1 %   | 48      | –        | –    | 41,7 %   | 50   | 61,2 %                            | 52                                | 56,2 %                   | 36                       | 11,8 %   | 18   |

*Den in der 15. Wahlperiode lediglich zwei  Abgeordneten der PDS, Petra Pau und Gesine Lötzsch, die über ein Direktmandat  einzogen, wurde kein Gruppenstatus zuerkannt
2017 lag der Frauenanteil bei drei Bundestagsfraktionen (Grüne, Linke, SPD) deutlich über dem Frauenanteil der jeweiligen Parteimitglieder, bei der FDP nahezu gleichauf und bei zwei Fraktionen (CDU/CSU, AfD) unter dem Frauenanteil der zugehörigen Parteimitglieder.